# Maurice Landrieux
Ne doit pas être confondu avec Maurice Landrieu.
Pour les articles homonymes, voir Landrieux.
Maurice Landrieux, né le 1er octobre 1857, à Cormontreuil et mort le 11 décembre 1926 à Paris, est un prélat catholique français, évêque de Dijon.

## Biographie

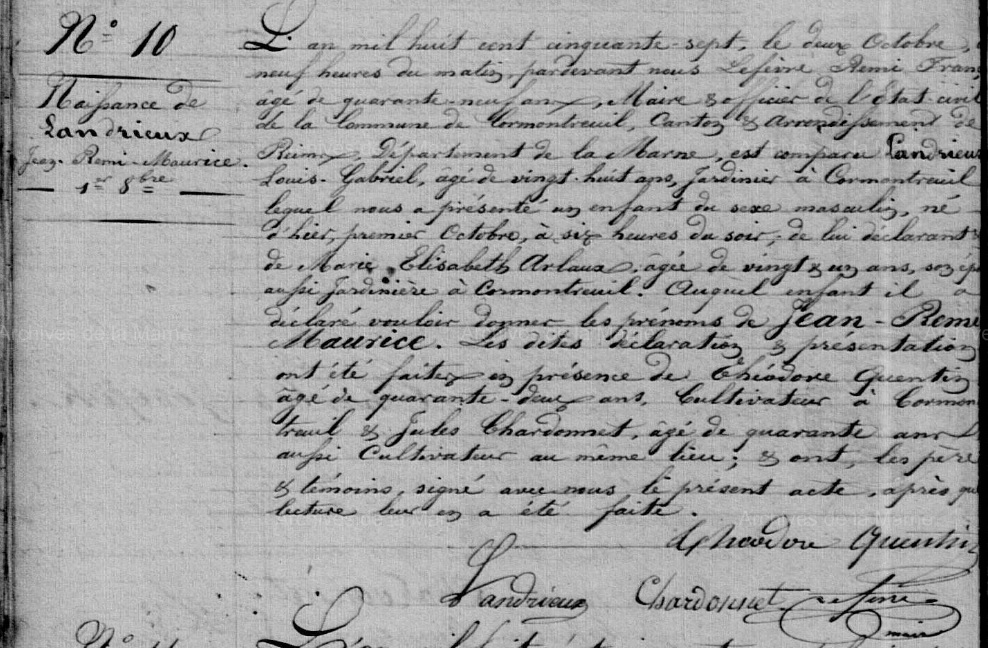
1857.10.01 - Acte de naissance de Jean Rémi Maurice Landrieux.

Jean Rémi Maurice Landrieux est né le 1er octobre 1857, à Cormontreuil, dans le département de la Marne. Ses parents, Louis Gabriel Landrieux et Elisabeth Arlaux, étaient jardiniers.
Il est ordonné prêtre, le 19 mai 1883, en la cathédrale Notre-Dame de Reims, par Benoît Langénieux, archevêque de Reims, élevé au cardinalat en 1886, dont il devient le secrétaire particulier, le vicaire général, en 1894, le conclaviste, en 1903, avant d'être nommé curé-doyen de la cathédrale Notre-Dame de Reims.
Il est nommé évêque de Dijon, le 6 décembre 1915, et consacré le 2 février 1916, en la cathédrale Saint-Bénigne de Dijon, par le cardinal Louis Luçon, archevêque de Reims et cardinal-prêtre de Sainte-Marie-Nouvelle (aujourd'hui basilique Sainte-Françoise Romaine).
Landrieux meurt le 11 décembre 1926, à Paris.

## Publications
Durant l'exercice de ses différents ministères, Landrieux a rédigé de nombreuses allocutions, lettres pastorales et autres circulaires, ainsi que plusieurs ouvrages sur la religion, ses institutions et ses figures, dont certains exemplaires sont conservés à la bibliothèque diocésaine Gustave Bardy de Dijon. 

### Allocutions
- Érection d'une croix de Jérusalem au pays natal du B. Urbain II, Monce, Reims, 1893;
- Allocution pour la vêture de Mlle Lucie Dières-Monplaisir, sœur Marie-Lucie, de la congrégation des Petites sœurs de l'Assomption garde-malades des pauvres (...), 3 mars 1896, Monce, Reims, 1896;
- Translation des reliques des saints de France à Sainte-Clotilde de Reims, 17 novembre 1901, Monce, Reims, 1901;
- Bénédiction de la statue de Notre-Dame de France en la basilique de Sainte-Clotilde, 16 octobre 1904, Archevêché de Reims, Reims, 1904;
- Sermon pour une prise de voile. Le trésor caché, Jeanne d'Arc, Reims, n.d.;
- Sermon pour une profession, sur la vertu réparatrice des vœux de religion, Monce, Reims, n.d.;
- Allocution pour le Jour de l'An, Monce, Reims, 1914;
- Le pape et la France, Jobard, Dijon, 1917
- Allocution pour le IVe anniversaire de la Guerre La prière nationale S. Rémi à Dijon, Jobard, Dijon, 1918;
- La cathédrale de Reims, un crime allemand, Jobard, Dijon, 1918, prix Charles-Blanc de l’Académie française en 1919;
- Te Deum, 17 novembre 1918, Jobard, Dijon, 1918.

### Lettres
Circulaires
- Lettre circulaire de Monseigneur l'évêque de Dijon à propos des conférences ecclésiastiques et des examens des jeunes prêtres en 1921, Jobard, Dijon, 1921;
- Lettre circulaire de Monseigneur l'évêque de Dijon à propos des conférences ecclésiastiques et des examens des jeunes prêtres en 1922, Jobard, Dijon, 1922;
- Lettre circulaire de Monseigneur l'évêque de Dijon à propos des conférences ecclésiastiques et des examens des jeunes prêtres en 1924, Jobard, Dijon, 1924.

Lettres pastorales
- La Consécration des familles du Sacré-Cœur, Jobard, Dijon, 1917;
- La Tâche de demain ; La famille - La paroisse, Jobard, Dijon, 1917;
- Le Denier du culte, Jobard, Dijon, 1917;
- La Nécessité sociale de la religion, Jobard, Dijon, 1918;
- L’École annexe de la famille et de la paroisse, Jobard, Dijon, 1919;
- Les Conditions d'âge et de préparation à la communion solennelle, Jobard, Dijon, 1919;
- La Discipline paroissiale, Jobard, Dijon, 1920;
- La Communauté paroissiale, Jobard, Dijon, 1921;
- Le Premier enseignement par l’Évangile, Jobard, Dijon, 1922;
- La paroisse canadienne dans la province de Québec, Jobard, Dijon, 1922;
- L'encyclique "Ubi arcano dei", Jobard, Dijon, 1923;
- Du Laïcisme au paganisme, Jobard, Dijon, 1924;
- Du Laïcisme à l'anarchie, Jobard, Dijon, 1925;
- La Royauté du Christ, Jobard, Dijon, 1926;
- Le Second Avènement du Christ, Jobard, Dijon, 1926;
- Une Bénédiction abbatiale à Cîteaux, Jobard, Dijon, 1926;
- L'Eucharistie, aliment de la vie chrétienne. Congrès eucharistique international de Chicago, 23 juin 1926, Jobard, Dijon, 1926.

Divers
- La Communion des petits, Jeanne d'Arc, Reims, 1913;
- Lettre des cardinaux, archevêques, évêques de France annonçant aux fidèles le vœu d'un pèlerinage national à Lourdes après la conclusion de la paix, Jobard, Dijon, 1916.

### Ouvrages
Catéchisme
- Catéchisme du diocèse de Dijon, Évêché de Dijon, Dijon, 1923.

Théologie
- Autour de la Foi, Lethielleux, Paris, 1906;
- De la Trinité à l'Eucharistie, Lethielleux, Paris 1912 (6e édition);
- Courtes gloses sur les Evangiles du dimanche, Beauchesne, Paris, 1917;
- La condition du Salut, Jobard, Dijon, 1921;
- Le Divin méconnu, Beauchesne, Paris, 1932 (10e édition).

Institutions religieuses
- L'Église et les églises, Lethielleux, Paris, 1908;
- L'Inquisition : les temps, les causes, les faits, Lethielleux, Paris, 1911;
- La Leçon du passé : nos congrégations, nos écoles, SPES, Paris, 1920;
- La Paroisse : lettre de Sa Sainteté Benoît XV, Publications Notre-Dame du Roc, Marseille, 1923;
- Les Associations diocésaines, Jobard, Dijon, 1924;
- Les Tribulations de l'Église, Jobard, Dijon, 1925;
- La Franc-Maçonnerie, Jobard, Dijon, 1926;
- Officia Propria Ecclesiae Divionensis a SS. DD. NN. Pio IX et Benedicto XV, Mame, Tours, 1946.

Biographies
- L'Histoire et les histoires dans la Bible : les Pharisiens d'autrefois et ceux d'aujourd'hui, Lethielleux, Paris, 1907;
- Une Petite sœur : Sœur Marie-Lucie des Petites sœurs de l'Assomption, Bonne Presse, Paris, 1909, prix Juteau-Duvigneaux de l’Académie française en 1910;
- Jésus dans l'Évangile, Publications Notre-Dame du Roc, Marseille, 1922.

Monographies
- Au Pays du Christ : études bibliques en Égypte et en Palestine, Bonne Presse, Paris, 1895, prix Juteau-Duvigneaux de l’Académie française en 1898;
- Sur les pas de Saint Jean de la Croix : dans le désert et dans la nuit, Lethielleux, Paris, 1924 (6e édition).

Divers
- L'Islam, les trompe-l’œil de l'Islam, la France, puissance musulmane, Lethielleux, Paris, 1913;
- Quelques Prônes de guerre : Reims 1914-1915, Bonne Presse, Paris, 1915
- Nouveaux Prônes de guerre, Bloud et Gay, Paris, 1919.

## Armes
Taillé : d'azur à la Croix de Jérusalem d'argent et de gueules à la façade de la cathédrale de Reims.

## Sources
- Dominique-Marie Dauzet et Frédéric Le Moinge (dir.), Dictionnaire des évêques de France au XXe siècle, Paris, Éditions du Cerf, 2010, 840p., pp.388-389,  (ISBN 978-2-204-09041-4).